# Michaël Cohen
Ne doit pas être confondu avec Michael Cohen (avocat).
Pour les articles homonymes, voir Cohen.
Michaël Cohen est un acteur, écrivain et réalisateur français né le 13 décembre 1970 à Maisons-Laffitte.

## Biographie

### Jeunesse et formation
Michaël Cohen naît le 13 décembre 1970 à Maisons-Laffitte, dans les Yvelines. Il grandit à Sartrouville, au sein d’une famille éloignée du milieu artistique, son père travaillant dans l’immobilier. À l’adolescence, il développe une passion pour le cinéma, fréquentant assidûment les salles obscures, avant de se diriger vers le théâtre. À 15 ans, il intègre le Cours Florent, où il suit l’enseignement de Francis Huster et Isabelle Nanty. Il y réalise sa première mise en scène avec la pièce Suicides en 1990, puis joue dans Putzi en 1991, et dirige Isabelle Nanty dans Saloperies de merde l'année suivante. Il joue également dans des classiques tels que La Mouette de Tchekhov, Les Précieuses ridicules de Molière et Les Fausses Confidences de Marivaux.

### Carrière

#### Théâtre
Cohen commence sa carrière sur les planches, interprétant des rôles variés dans des pièces classiques et contemporaines. Il se distingue notamment dans La Preuve de David Auburn, mise en scène par Bernard Murat, pour laquelle il est nommé au Molière de la révélation théâtrale en 2003. Il poursuit sa carrière théâtrale avec des pièces telles que Mensonges d’États de Xavier Daugreilh, Croque monsieur de Marcel Mithois, et Elephant Man mis en scène par David Bobée. En 2023, il incarne Yves Montand dans Bungalow 21 d’Éric-Emmanuel Schmitt, au Théâtre de la Madeleine.

#### Cinéma et télévision
Au cinéma, Michaël Cohen fait ses débuts dans L'Opération Corned Beef de Jean-Marie Poiré en 1991. Il obtient des rôles notables dans Les Misérables de Claude Lelouch (1995), Le Héros de la famille de Thierry Klifa (2006), Un baiser, s'il vous plaît, d’Emmanuel Mouret (2007), et La Belle Époque de Nicolas Bedos (2019). Il réalise et interprète Ça commence par la fin en 2010, adaptation de son propre roman publié en 2007. En 2016, il réalise L’Invitation.
À la télévision, il joue dans des séries telles que Sa raison d'être, qui lui vaut le prix d’interprétation masculine au Festival de Luchon en 2008, Maison close, Gloria, Astrid et Raphaëlle, et Master Crimes. En 2023, il apparaît dans la série Alphonse de Nicolas Bedos.

#### Écriture
Parallèlement à sa carrière d’acteur, Michaël Cohen est également écrivain. Il publie plusieurs pièces de théâtre, dont Les Abîmés (1996), Le soleil est rare, et le bonheur aussi (1999), et Le Sacrifice du cheval (2016). Il est également l’auteur des romans Ça commence par la fin (2007) et Un livre (2013). En 2024, il publie L’attraction du désordre.

### Vie privée
Il a été marié à l’actrice Emmanuelle Béart de 2008 à 2011. Ensemble, ils adoptent un enfant éthiopien en 2010, Surifel, âgé de huit mois. Il a ensuite partagé la vie de Malika Ménard, Miss France 2010, de 2015 à 2017.

## Filmographie partielle

### En tant qu'acteur

#### Cinéma

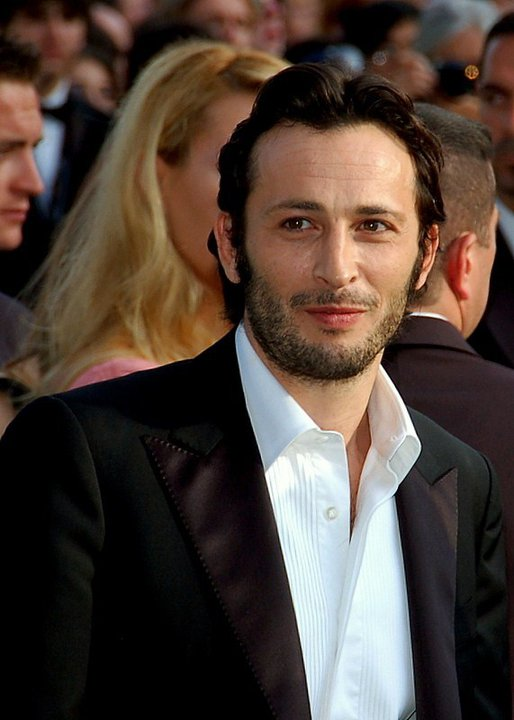
Michaël Cohen au festival de Cannes 2008.

- 1991 : L'Opération Corned Beef de Jean-Marie Poiré
- 1993 : Le Nombril du monde d'Ariel Zeitoun : Henri Hadjej
- 1993 : L'Orange amère (court métrage) d'Olivier Sadock : Simon
- 1995 : Les Misérables de Claude Lelouch : Marius
- 1996 : Double Jeu (court-métrage) d’Emmanuel Oberg : Ben
- 1996 : Les Menteurs d'Élie Chouraqui : Antoine
- 2001 : Emilie est partie (court-métrage) de Thierry Klifa : Julien
- 2001 : Heureuse (court-métrage) de Céline Nieszawer : le présentateur télé
- 2002 : Le Bison (et sa voisine Dorine) d'Isabelle Nanty : Le prêtre
- 2003 : Une vie à t'attendre de Thierry Klifa : Julien
- 2005 : Cavalcade de Steve Suissa : David
- 2005 : La Petite Jérusalem de Karin Albou : Eric
- 2005 : Ils de David Moreau et Xavier Palud : Lucas
- 2006 : Du jour au lendemain de Philippe Le Guay : Lucas
- 2006 : Le Héros de la famille de Thierry Klifa : Nino Bensalem
- 2007 : Un baiser, s'il vous plaît ! d'Emmanuel Mouret : Gabriel
- 2008 : Le Bureau des jours perdus (court-métrage) de Jean-François Fontanel : Eric
- 2008 : Kandisha de Jérôme Cohen-Olivar : Mehdi Jayde
- 2010 : Ça commence par la fin de Michaël Cohen : Jean
- 2011 : L'Art d'aimer d'Emmanuel Mouret : Le mari de Zoé
- 2012 : Bangkok Renaissance de Jean-Marc Minéo : Simon
- 2013 : 20 ans d'écart de David Moreau : invité soirée
- 2015 : Caprice d'Emmanuel Mouret : Le comédien du théâtre
- 2015 : Les Nouvelles Aventures d'Aladin d'Arthur Benzaquen : Le docteur, frère jumeau de l'homme décapité / l'homme décapité
- 2015 : Vicky de Denis Imbert : Yann
- 2016 : Des Portoricains à Paris de Ian Edelman : Jérôme
- 2016 : L'Invitation de Michaël Cohen : Raphaël
- 2017 : Dalida de Lisa Azuelos : Arnaud Desjardins
- 2017 : Nos années folles d'André Téchiné : un spectateur
- 2017 : Tout nous sépare de Thierry Klifa : Olivier
- 2018 : Les Dents, pipi et au lit de Emmanuel Gillibert : Stan
- 2018 : Alad'2 de Lionel Steketee : Le frère jumeau du docteur
- 2019 : Versus de François Valla : le père de Léa, le dermatologue
- 2019 : La Belle Époque de Nicolas Bedos : Maxime
- 2024 : Belle Enfant de Jim : Mika

#### Télévision
- 1998 : La Dame aux camélias (téléfilm) de Jean-Claude Brialy : Armand Duval
- 1998-2001 : Blague à part (série) : Tonio
- 1999 : Le Juge est une femme (série), saison 5, épisode 1 La Face cachée de Pierre Boutron : Loïc
- 2000 : Louis la Brocante, saison 3, épisode 1 Louis et les larmes de la vierge d'Alain-Michel Blanc : Adrien
- 2002 : Duelles (série), saison 2, épisode 1 Trahisons : Hugues Longueville
- 2002 : La Crim' (série), saison 6, épisode 3 Meurtre dans un jardin français de Jean-Pierre Prévost : Axel
- 2004 : L'Insaisissable (téléfilm) d'Élisabeth Rappeneau : Antoine Fournier
- 2004 : Sex and the City, (série), saison 6, épisode 20 An American Girl in Paris, part 2 de Timothy Van Patten : le portier
- 2005 : Le Dernier Seigneur des Balkans (mini-série)[7] de Michel Favart : Suleyman
- 2008 : Sa raison d'être (téléfilm) de Renaud Bertrand : Nicolas
- 2008 : Drôle de Noël (téléfilm) de Nicolas Picard-Dreyfuss : Marc
- 2008 : La Lance de la destinée (mini-série) de Dennis Berry : Philippe Villedieu
- 2010 : Mademoiselle Drot (téléfilm) de Christian Faure : Ernest Treives
- 2013 : Maison close (série), saison 2 : Louis Mosca
- 2014 : Ceux de 14 (mini-série) d'Olivier Schatzky : Dast
- 2014 : La Loi (téléfilm) de Christian Faure : Jacques Chirac
- 2015 : La Permission (téléfilm) de Philippe Niang : Adrien de Volnay
- 2015 : Le Passager (mini-série) de Jérôme Cornuau : Le Coz
- 2015 : Collection Mary Higgins Clark, la reine du suspense : Les Années perdues (téléfilm) de Nicolas Picard-Dreyfuss : Stéphane Jourdan
- 2017-2019 : Sam (série) de Claire Le Maréchal : Raphaël
- 2020 : Peur sur le lac (mini-série) de Jérôme Cornuau : Thomas Duret
- 2021 : Gloria (mini-série) de Julien Colonna : David Meyers, mari de Gloria
- 2021 : Frérots (série) : Paul Martin
- 2022 : Astrid et Raphaëlle (série), saison 3, épisode 1 Plan global, et saison 4, épisode 1 The Eye of the Dragon, de Chloé Micout : Olivier Sinclair
- 2022 : Un alibi (téléfilm) d'Orso Miret : Cédric
- 2023 : Alphonse de Nicolas Bedos (série Prime Vidéo) : Lucien Moreira
- depuis 2023 : Master Crimes : Théodore
- depuis 2025 : Tout pour la lumière

#### Clips
- 2024 : Anne Sila : Le goût des choses de Romain Barreau : caméo télévision
- 2024 : Anne Sila : Le goût des choses (Acoustique) : le compagnon

### En tant que réalisateur et scénariste
- 2010 : Ça commence par la fin
- 2016 : L'Invitation

## Théâtre

### En tant qu'acteur
- 1992 : Putzi de et mise en scène de Francis Huster, Théâtre Antoine
- 1993 : La Mouette d'Anton Tchekhov, mise en scène de Isabelle Nanty, Théâtre de Nice, festivals
- 1994 : Les Précieuses ridicules de Molière, mise en scène de Jean-Luc Boutté, Tournée Comédie-Française
- 2000-2001 : Les Fausses Confidences de Marivaux, mise en scène de Gilles Bourdet, Théâtre Hébertot, Théâtre de la Criée, tournée
- 2002-2003 : La Preuve de David Auburn, mise en scène Bernard Murat, Théâtre des Mathurins
- 2003-2004 : Cinq filles couleur pêche d'Alan Ball, mise en scène Yvon Marciano, Théâtre de l'Atelier
- 2013 : Mensonges d’États de Xavier Daugreilh, mise en scène Nicolas Briançon, Théâtre de la Madeleine
- 2016 : Croque monsieur de Marcel Mithois, mise en scène Thierry Klifa, Théâtre de la Michodière
- 2019 : Elephant Man, mise en scène David Bobée, Folies Bergère
- 2023 : Bungalow 21 d'Eric-Emmanuel Schmitt, mise en scène Jérémie Lippmann, Théâtre de la Madeleine : Yves Montand

### En tant que metteur en scène
- 1992 : Suicides, Cours Florent, festivals
- 1992 : Saloperies de merde, Théâtre Trévise
- 1995-1997 : Les Abîmés, Théâtre de Nice, Petit Montparnasse, Théâtre de la Criée
- 1999 : Le Soleil est rare, et le bonheur aussi, Théâtre de la Criée
- 2011 : L'Âme du monde, co-mise en scène avec Gérard Sullivan, Citadelle de Port-Louis, Maurice

## Publications
- 1996 : Les abimés, éd. Du Laquet, théâtre
- 1999 : Le soleil est rare, et le bonheur aussi, éd. Du Laquet, théâtre
- 2007 : Ça commence par la fin, éd. Julliard, roman
- 2013 : Un livre, éd. Julliard, roman
- 2016 : Le Sacrifice du cheval, Tertium éditions, théâtre

## Distinctions

### Récompenses
- 2008 : Prix d'interprétation masculine au Festival du film de télévision de Luchon pour Sa raison d'être

### Nomination
- 2003 : Molière de la révélation théâtrale pour La Preuve